# Musée national d'archéologie, d'histoire et d'art
Het Musée national d'archéologie, d'histoire et d'art (MNAHA) (Nederlands: Nationaal museum voor archeologie, geschiedenis en kunst) is een museum in de stad Luxemburg. Het museum is een van de culturele overheidsinstellingen in het groothertogdom. Van 1995 tot december 2022 was de naam Musée National d'Histoire et d'Art (MNHA).
Het museum werd opgericht onder de naam Musées de l’État. Het MNAHA beheert drie museale sites: het Nationaal museum aan de Vismarkt, het Dräi Eechelen Museum en de Romeinse Villa Echternach. Een groep stijlvolle herenhuizen en een groot modern gebouw vormen samen het museum. Het historische deel van het museum is gewijd aan de geschiedenis van Luxemburg van de prehistorie tot de middeleeuwen. Te zien zijn talrijke Gallo-Romeinse archeologische vondsten: munten, mozaïeken, beeldhouwwerk, sieraden en huisraad. Daarnaast zijn er schilderijen van de middeleeuwen tot heden te zien en werk van kunstenaars uit heel Europa, waaronder aquarellen van de stad door de landschapsschilder William Turner (1775-1851).

## Afbeeldingen

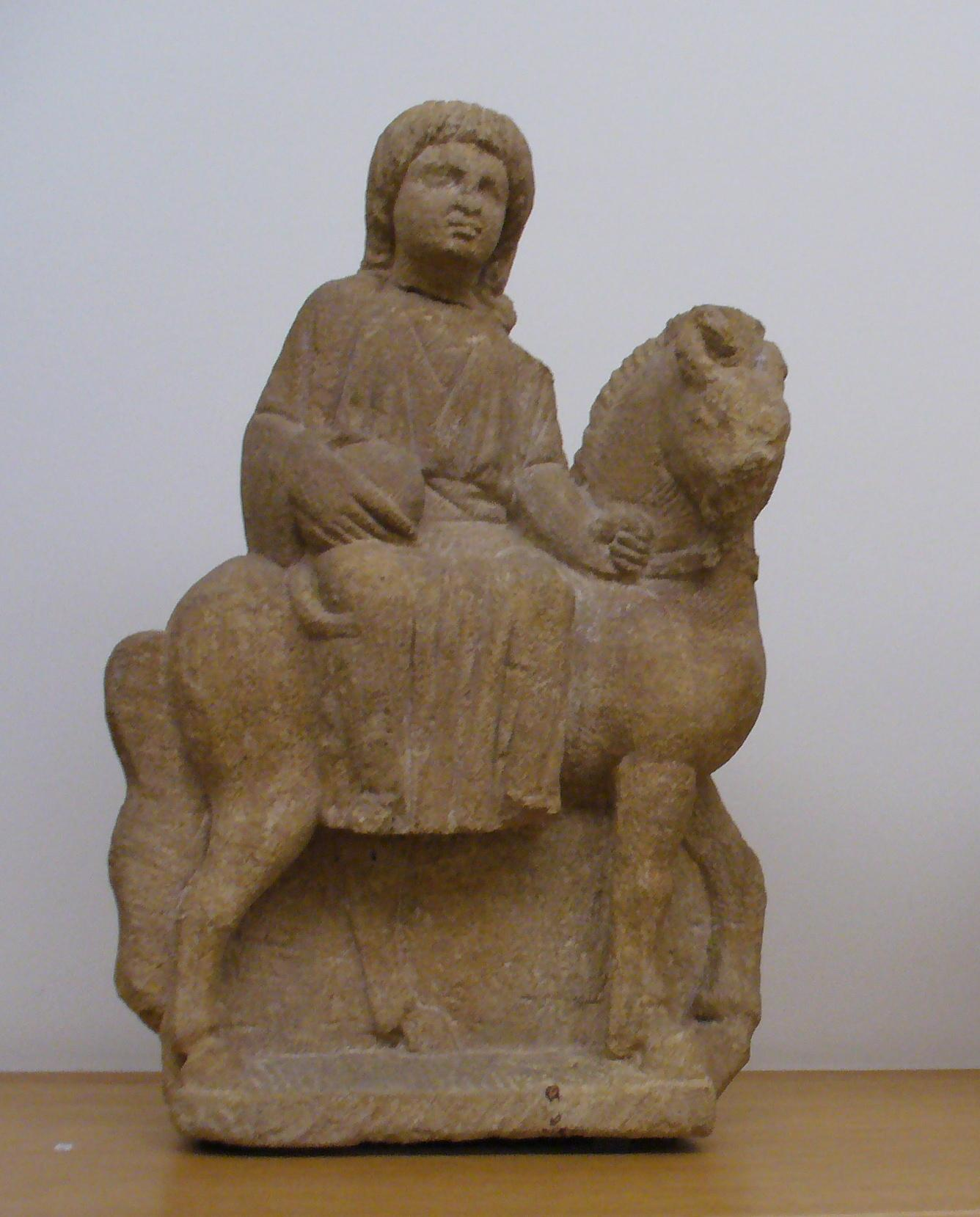
Romeins reliëf
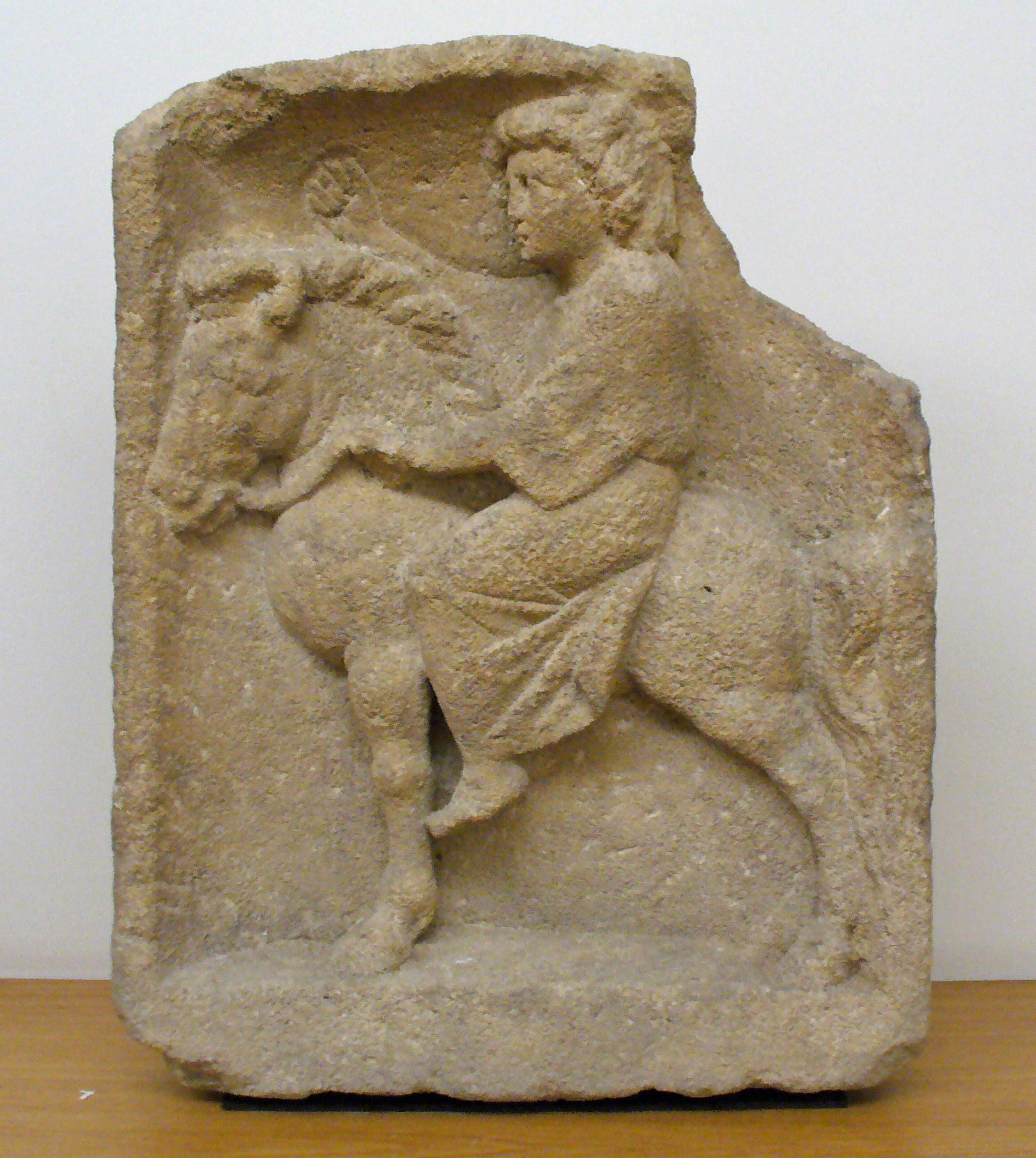
Romeins reliëf
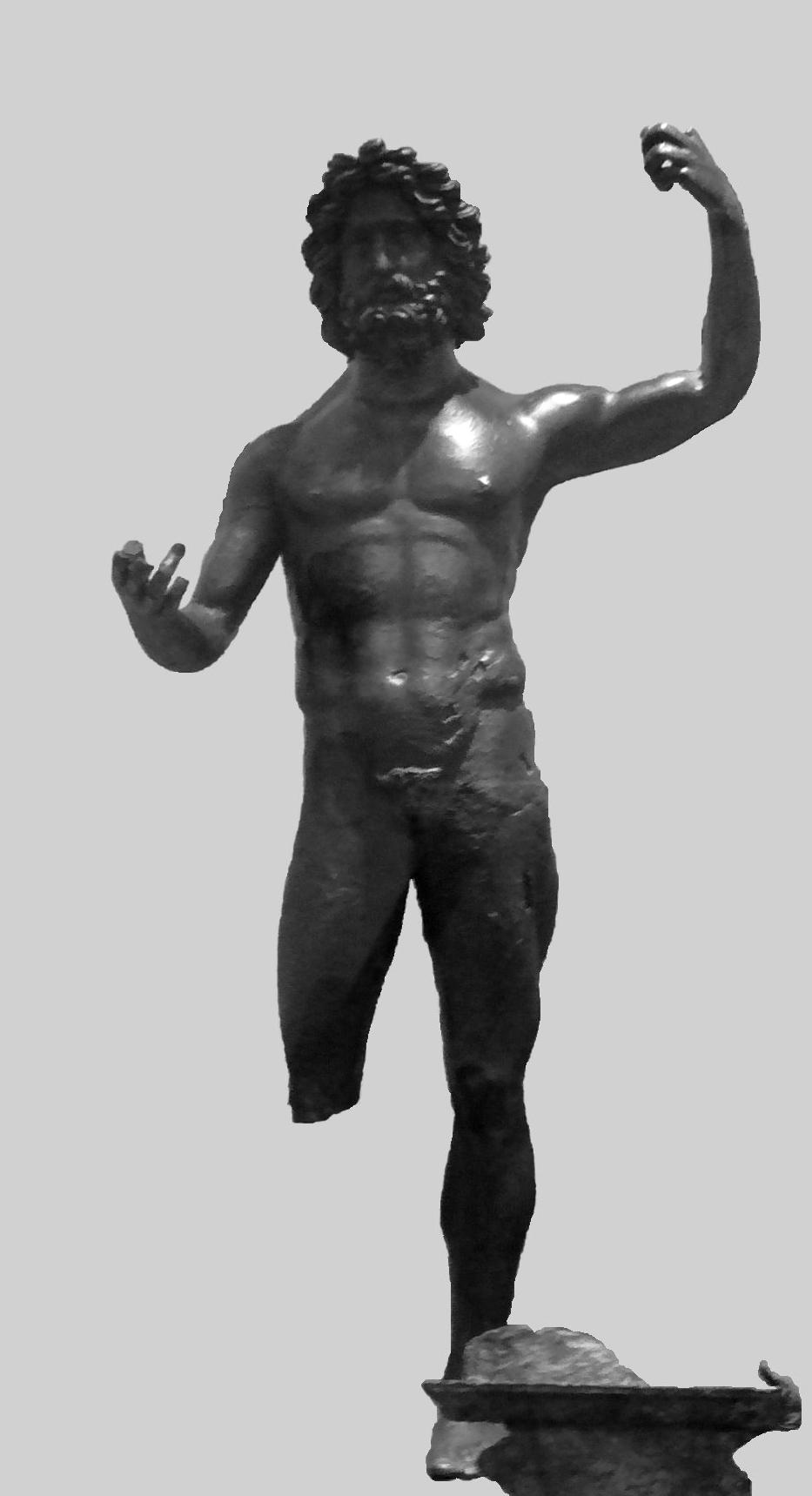
Bronzen Jupiter
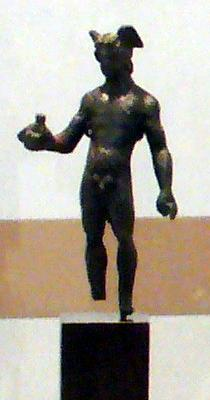
Bronzen Mercurius